# Stańków (przystanek kolejowy)
Stańków (ukr. Станків; ros. Станков) – przystanek kolejowy w pobliżu miejscowości Stańków, w rejonie stryjskim, w obwodzie lwowskim, na Ukrainie.